# Horror Express
Pánico en el Transiberiano u Horror Express és una pel·lícula de terror i ciència-ficció de 1972. Coproducció anglo-espanyola dirigida per Eugenio Martín, el guió és d'Arnaud d'Usseau i Julian Zimet, producció de Bernard Gordon i Gregorio Sacristán. Amb un elenc internacional els papers principals són interpretats per Christopher Lee, Peter Cushing, Telly Savalas, Silvia Tortosa i Alberto de Mendoza.

## Argument
En 1906, Saxton (Cristopher Lee), un famós antropòleg britànic, torna a Europa en el Transsiberià des de la Xina a Moscou. Amb ell porta una caixa que conté les restes congelades d'una criatura humanoïde primitiva que va descobrir en una cova a Manxúria. Ell espera que sigui una baula perduda en l'evolució humana. El doctor Wells (Peter Cushing), rival amistós de Saxton i col·lega seu en la Reial Societat Geològica, també està a bord però viatja per separat.
Abans que el tren surti de Xangai un lladre és trobat mort a la plataforma. Els seus ulls es troben completament blancs, sense iris ni pupil·les, i un espectador inicialment el confon amb un cec. Un monjo catòlic, el Pare Pujardov (Alberto de Mendoza), conseller espiritual del comte polonès Marion Petrovski (George Rigaud) i la comtessa Irina Petrovski (Silvia Tortosa), qui també estan esperant abordar el tren, adverteixen que el contingut de la caixa que vol traslladar Saxton està amenaçat per una profecia, cosa que Saxton rebutja tittllant-ho de superstició. L'afany de Saxton per mantenir en secret el seu descobriment científic desperta la sospita de Wells qui suborna a un porter perquè investigui el contingut de la caixa. L'humanoïde que està en el seu interior (Juan Olaguivel), fruit de la descongelació, es desperta i assassina al porter per a després escapar-se.
L'humanoïde, mentre recorre el tren, troba més víctimes en el seu camí. Cada nova víctima presenta els mateixos ulls opacs i blancs. Les autòpsies suggereixen que s'estan drenant els records i el coneixement dels cervells de les víctimes . Quan l'humanoïde sofreix els trets de l'inspector de policia Mirov (Julio Peña) l'amenaça sembla haver estat eliminada. Saxton i Wells descobreixen que les imatges externes són retingudes per un líquid que es troba dins dels ulls dels cadàvers que revelen una Terra prehistòrica com es veu des de l'espai. Dedueixen que la veritable amenaça és d'alguna manera un ser extraterrestre amorf que habitava el cos de l'humanoïde i ara resideix dins de l'inspector. Pujardov sent la presència dins de l'inspector i creient que és la de Satanàs, renúncia a la seva fe, prometent lleialtat a l'entitat.
Les autoritats russes tenen notícia dels assassinats. Un intimidant oficial cosac, el capità Kazan (Telly Savalas), aborda el tren amb un grapat dels seus homes. Kazan creu que al tren s'estan transportant rebels i només es convenç de l'existència de l'alienígena quan Saxton apaga les llums i els ulls de Mirov brillen, revelant que és l'amfitrió de l'alienígena. L'alienígena ha absorbit les memòries de l'assistent de Wells, un enginyer de trens i d'altres víctimes a bord, i ara busca el coneixement metal·lúrgic del comte polonès per a construir una nau per escapar de la Terra. Kazan dispara i mata a Mirov, i l'alienígena es transfereix al pare Pujardov.

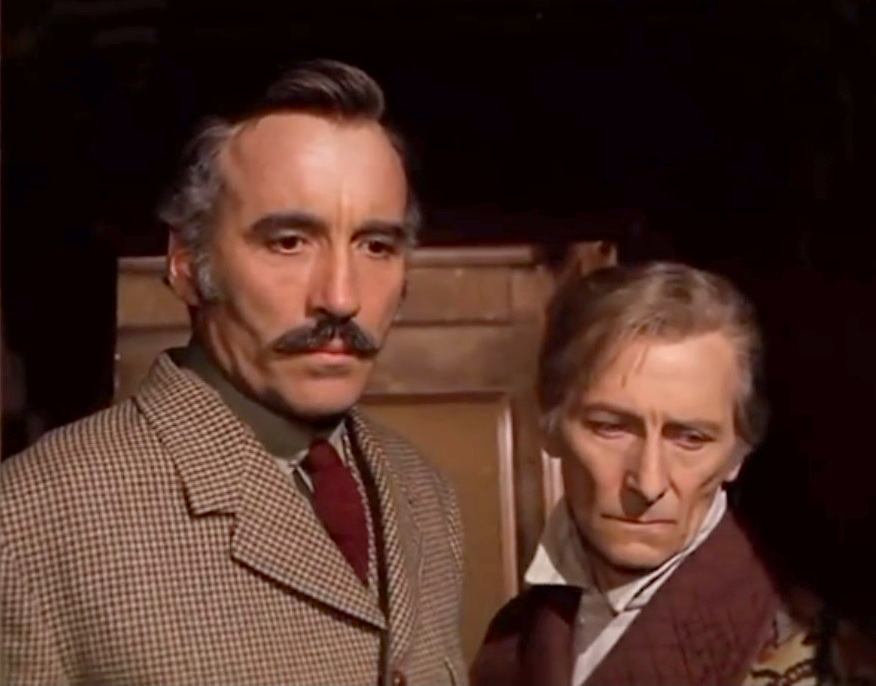
Escena de la pel·lícula

Els passatgers fugen cap al vagó de càrrega mentre Pujardov assassina Kazan, als seus homes i al comte, esgotant tots els seus records. Saxton rescata la comtessa i deté Pujardov a punta de pistola. Saxton, després de descobrir que la llum brillant impedeix que l'alienígena dreni les ments o la transferència a un altre cos, obliga Pujardov a entrar en una àrea ben il·luminada. L'alienígena Pujardov explica que és una forma col·lectiva d'energia d'una altra galàxia. Atrapat a la Terra en un passat distant, després d'haver estat deixat enrere en un accident, va sobreviure durant milions d'anys en els cossos de protozous, peixos i altres animals. No pot viure fora d'un ésser viu més d'uns breus instants. L'extraterrestre suplica ser salvat temptant Saxton amb el seu avançat coneixement de la tecnologia i la cura de malalties. Mentre Saxton es distreu amb l'oferta, l'alienígena ressuscita el cadàver del comte i l'ataca.
Saxton i la comtessa fugen però l'alienígena ressuscita totes les seves víctimes com zombies. Batallant pel tren Saxton i la comtessa finalment arriben al furgó de cua on s'han refugiat la resta de supervivents. Saxton i Wells treballen desesperadament per a desenganxar el vagó de cua de la resta del tren. El govern rus envia un telegrama a una estació intermèdia, ordenant-los la destrucció del tren desviant-lo per una via tallada. Creient que ha esclatat la guerra el personal de l'estació inicia les maniobres. L'alienígena pren el control de la locomotora. Saxton i Wells, finalment, aconsegueixen separar el furgó de cua de la resta del tren. L'alienígena intenta frenar la locomotora però no aconsegueix fer-ho, travessant una barrera d'esperons, i submergint-se en un profund penya-segat. El furgó de cua roda precàriament al final de la pista abans de detenir-se a escassos centímetres del penya-segat. Els supervivents fugen ràpidament mentre Saxton, Wells i la comtessa contemplen el barranc i són testimonis de l'explosió del tren i el seu habitant sobrenatural.

## Repartiment
- Christopher Lee - Professor Sir Alexander Saxton
- Peter Cushing - Dr. Wells
- Silvia Tortosa - Comtesa Irina Petrovski
- Telly Savalas - Capità Kazan
- Alberto de Mendoza - Pare Pujardov
- Helga Liné - Natasha
- Alice Reinheart - Miss Jones
- Julio Peña - Inspector Mirov
- Ángel del Pozo - Ievtuixenko
- José Jaspe - Conductor Konev
- George Rigaud - Comte Marion Petrovski
- Víctor Israel - Maletero
- Faith Clift - Pasajero americano
- Juan Olaguivel - La Criatura
- Barta Barri - Telegrafista

## Domini públic
La pel·lícula es troba en domini públic.

## Premis
29a edició de les Medalles del Cercle d'Escriptors Cinematogràfics
| Categoria          | Premiat      | Resultat  |
| ------------------ | ------------ | --------- |
| Millor ambientació | Ramiro Gómez | Guanyador |